# Golpe de Estado en Chipre de 1974
El golpe de Estado en Chipre del 15 de julio de 1974 fue una acción violenta por la cual la Guardia Nacional de Chipre con apoyo de miembros de la EOKA-B derrocó al Gobierno del arzobispo Makarios y dio origen a la invasión turca iniciada el 20 de ese mismo mes.

## Situación previa al golpe de Estado

### Situación intercomunal

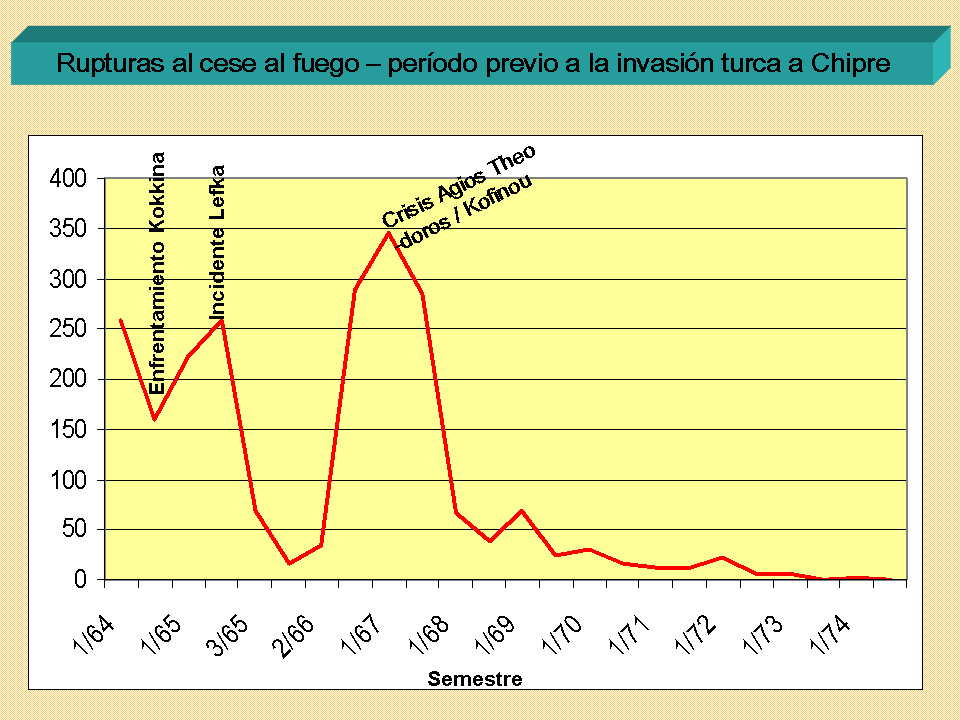
Rupturas del cese-el-fuego en Chipre desde 1964

La relación entre las comunidades turca y griega en la isla mejoró sustancialmente desde la crisis de 1967. Las rupturas del cese-el-fuego disminuyeron considerablemente permitiendo la rebaja de efectivos de UNFICYP. La actividad de esa misión de paz dio sus frutos paulatinamente aunque la paz previa a la independencia no había sido alcanzada. Los pocos incidentes que ocurrieron fueron de una magnitud menor como la sucedida durante el enfrentamiento de Kokkina. En 1972 se iniciaron conversaciones intercomunales bajo los auspicios del Secretario General, aunque con escasos avances.

### Situación intracomunal en Chipre

#### Gobierno militar de Grecia
En 1967 se había producido en el Reino de Grecia un golpe de Estado derechista que dio origen a un período llamado la Dictadura de los Coroneles. Un cambio en 1973 de las autoridades de la Junta Militar que gobernaba el país alteró las relaciones greco-chipriotas. El nuevo hombre fuerte, el general Dimitrios Ioannides, tenía una postura más rígida y anticomunista que el derrocado el 23 de noviembre de 1973, el coronel Georgios Papadopoulos.
Luego del ascenso del general Phaedon Gizikis como presidente griego designado por Ioannides, Grecia adoptó una postura hostil contra Makarios. Además de considerarlo un hombre de izquierda, lo consideraba un obstáculo a la Enosis. La junta militar veía la adquisición de Chipre como un coronamiento de su acción de gobierno, que legitimaría su poder y que le daría continuidad.

#### Toma del control de laEOKA-B
El golpe se contextuaba en un aumento de la inestabilidad interna en la isla producto del incremento del enfrentamiento con la EOKA-B. Luego de los hechos de 1967, en los que Turquía amenaza con invadir la isla, Makarios ve que la Enosis era cada vez más distante y más riesgosa para la República. Ese pensamiento lo enfrentó a la organización nacionalista cuya idea se mantenía desde 1960, esto es, la unión con Grecia.
Con el regreso clandestino a Chipre de Georgios Grivas en agosto de 1971, se revitaliza la acción a favor de la Enosis de la EOKA-B y la afluencia de fondos desde Grecia para la lucha. Su muerte en enero de 1974 dio a Makarios la sensación de libertad de acción para la reducción de la EOKA-B.
Ante la misma circunstancia, la junta militar de Grecia también se vio posibilitada de controlar la organización a través de los oficiales griegos desplegados en la isla. Por ello, designa a Eleftheros Papadopolis como coordinador de la EOKA-B.

#### Acción anti-Makarios de laGuardia Nacional de Chipre
Con la EOKA-B bajo control de los oficiales griegos que revistaban en la Guardia Nacional y el cambio de gobierno en Grecia, se incrementó la acción contra Makarios. Se inició el flamear de las banderas griegas en los campos de la Guardia Nacional al igual que la difusión en distintos medios de eslóganes a favor del golpe de los coroneles. Sus campos pasaron a ser refugio de combatientes de la EOKA-B cuando eran combatidos por la Policía Táctica de Reserva (PTR) y sus proveedores de armamento. La infiltración de la Guardia Nacional por parte de los griegos preocupaba a Makarios porque no podría enfrentarla con la PTR.

## Antecedentes inmediatos
- 6 de junio de 1974: Makarios manifiesta públicamente que Atenas estaba financiando la EOKA-B.

- 18 de junio de 1974: en un allanamiento de la Policía Táctica de la Reserva a la vivienda de Eleftheros Papadopolis, se captura documentación que prueba la presencia de oficiales griegos en la actividad de la EOKA-B. La respuesta de esa organización fue una escalada de violencia que terminó con cuatro muertos en una semana.

- 2 de julio de 1974: Makarios envía una carta al presidente de Grecia, el general Phaedon Gizikis, diciendo que Atenas organizaba las acciones terroristas a través de la Oficina 2 del Cuartel General del Ejército y demandaba el retiro de los 600 oficiales griegos que servían en la Guardia Nacional dejando sólo 100 como instructores y como colaboradores de la reestructuración de las Fuerzas Armadas  Archivado el 23 de septiembre de 2015 en Wayback Machine.. La carta presionó fuertemente a un gobierno altamente imprevisible como era el de Ioannides.

- 12 de julio de 1974: tanques de la Guardia Nacional marchan por frente del Palacio Presidencial sin autorización del Presidente lo que le valió una reprimenda a su comandante.

- 13 de julio de 1974: el teniente general G. Denizis es reemplazado secretamente en el comando de la Guardia Nacional por el brigadier general Michalis Georgitsis, a cargo del 3.er Alto Comando Militar (Nicosia) verdadero cerebro del golpe. Denizis, oficial retirado del ejército griego, se había hecho cargo en agosto de 1973 y progresivamente se había apartado de los dictados de Atenas.[2]

- 13 y 14 de julio: el fin de semana transcurre con normalidad en la isla. Ni UNFICYP ni el cuerpo diplomático tienen indicios de los preparativos del golpe más allá de los rumores que eran rutinarios entonces.[2]

## Fuerzas enfrentadas

### Fuerzas golpistas
- Guardia Nacional de Chipre: a cargo del Brigadier General Michalis Georgitsis, lidera el golpe. Era controlada totalmente por oficiales griegos dado a la casi inexistencia de oficiales chipriotas.

Poseía 10000 hombres. 38 tanques T34.
- EOKA B. Milicia nacionalista que buscaba la Enosis. Se encontraba muy debilitada desde la muerte de Georgios Grivas. Estaba bajo la autoridad de Eleftheros Papadopolis, designado coordinador.[2]

- ELDYK. Contingente griego en Chipre.

### Fuerzas leales al gobierno
- Policía Táctica de Reserva (PTR). Fuerza creada por Makarios en el año 1972. Su efectivo era de 600 hombres con armamento portátil soviético. Sus miembros, vestidos con uniforme militar y entrenados como fuerza paramilitar, eran usados en tareas dentro de la comunidad grecochipriota (una sola vez participó en incidentes intercomunales). Sus objetivos eran cuidar el Palacio Presidencial, la radio de Nicosia, el aeropuerto internacional y las estaciones de televisión y la lucha contra las guerrillas.[3][4]

Su comandante era el Mayor Pandelakis.
- Guardia Presidencial (GP). Consistía en 500 hombres ligeramente armados. Con el golpe de Estado se mantuvo leal a Makarios y fue sometida por la Guardia Nacional.

Su comandante era Nicos Thrasivuolos.

## Cronología de los hechos
- 15 de julio de 1974: se produce el golpe de Estado liderado por oficiales griegos contra el gobierno de Makarios. Tal acción sorprendió a la mayoría de los actores internaciones e internos (incluso al propio gobierno).

A las 07:40, el presidente Makarios llega al Palacio Presidencial escoltado por la Guardia Presidencial, procedente de Troodos, donde había pasado el fin de semana. Entonces, la Guardia Nacional comenzó a colocar bloqueos de ruta para aislar la ciudad.
A las 8:30 horas, 25 tanques de la Guardia Nacional arribaron al Palacio Presidencial (defendido por 150 hombres de la PTR y 40 de la GP) e iniciaron el bombardeo. Al mismo tiempo, la misma fuerza ocupa la radio nacional (CyBC), el centro de telecomunicaciones y el aeropuerto de Nicosia donde hay un fuerte combate con la PTR. Se le suman a la Guardia Nacional milicianos del ELDYK vestidos indistintamente de militar o civil con armamento de distinto tipo. La Prisión Central de Nicosia es atacada, liberándose detenidos de la EOKA-B.
El Palacio Presidencial, al igual que el Palacio del Arzobispo, fue destruido. Durante el avance, el primer tanque fue impactado por un bazooka, por lo que el resto abrió fuego inmediatamente matando a algunos de los comandos que atacaban de la dirección opuesta. Posteriormente se dirá que el presidente había sido muerto.
Makarios, que se encontraba en una recepción de niños de El Cairo, apenas pudo escapar por el jardín trasero. Luego de ser transportado por un vehículo, que casualmente pasaba por el lugar, a la villa de Paleochori y de allí conducido al Metohi, un anexo del Monasterio de Kikkos un kilómetro más al norte, en las montañas de Troodos. Pasó luego a Pafos, desde donde hizo una comunicación radial informando a los habitantes que se encontraba vivo y llamando a los chipriotas a la resistencia.
Simultáneamente, el general Michalis Georgitsis inició en Nicosia la búsqueda de un candidato para colocarlo al frente de la república. Tras ser rechazadas las ofertas por varios candidatos, Nikos Sampson, un activista de la EOKA, aceptó el cargo.
En el resto de la isla también hubo lucha. En Limassol, dos puestos policiales fueron atacados por la Guardia Nacional (4 muertos, 3 heridos). En Famagusta, la estación central de policía y el comando del FTR fueron atacados por tres tanques e infantería, cayendo a las seis de la tarde. En Lárnaca también fue atacado un puesto policial. En el Distrito de Lefka hubo combates entre fracciones a favor y en contra de Makarios. En el Distrito de Kyrenia, además del combates en la ciudad homónima, se colocaron bloqueos en los alrededores.
13:00 horas: cesa toda la resistencia en Nicosia.
15:00 horas: jura Nikos Sampson como presidente de un “Gobierno de Salvación Nacional”.
A las 19:30 es acordada una reunión en el Obispado de Pafos entre el Jefe del contingente local de UNFICYP (My Británico Richard Macfarlane) y Makarios para certificar que este estaba vivo ratificando los rumores de su supervivencia. El Presidente solicitó al oficial que retransmita un mensaje a través de su cadena de comando a Zeno Rossides, representante chipriota permanente ante las Naciones Unidas pidiendo una reunión del Consejo de Seguridad para condenar a la Junta de Grecia por intentar liquidar la independencia de Chipre. Asimismo, invitó a una reunión al Comandante de la Fuerza, Dewan Prem Chand y al Representante Especial Luis Jesús Weckmann Muñoz.
A la noche, toda la isla es dominada excepto Pafos y Limassol. Rige el toque de queda en todo el país. En la primera localidad, de sentimientos pro-Makarios, los oficiales de la Guardia Nacional fueron puesto bajo arresto. A la tarde y ante la lucha, la radio “Pafos Libre” llamó a reunirse a la población en el centro de la ciudad y marchar hacia Limassol. Unas 250 personas lo hicieron en vehículos civiles y armados pero con muy poca capacidad militar y con el objetivo de levantar el asedio a la estación policial. Ante el fracaso, a la madrugada, regresan a Pafos.
La reacción de la comunidad turcochipriota fue inmediata. Sus fuerzas de seguridad se desplegaron en sus posiciones defensivas, se movilizó a sus reservas y se puso en alerta máxima al KTKA. Se cerró el ingreso al barrio turco de Nicosia. Lo mismo sucedió en los distintos enclaves a lo largo de la isla. Denktash declaró que el golpe era un asunto interno de los grecochipriotas y llamó a la calma. Esto fue llevado a cabo demostrando una profunda disciplina a pesar de gran cantidad de disparos (incluso de morteros) que cayeron en sectores de esta comunidad producto de la lucha intracomunal. Solo hubo ocasional respuesta en Limassol sin transformarse en un caso serio. UNFICYP no reportó disparos provenientes desde esta comunidad. Tampoco hubo ataques deliberados por parte de los grecochipriotas.
UNFICYP fue puesto en alerta azul. Desplegó sus enlaces con las autoridades locales e incrementó sus patrullas.
- 16 de julio de 1974: durante la mañana, solo Pafos estaba bajo dominio de los leales. Durante la mañana, en el obispado local, se produce la reunión entre las autoridades de UNFICYP y Makarios. Con permiso del Secretario General se le ofrece protección de UNFICYP, que fue rechazada.

Simultáneamente, dos columnas golpistas de la Guardia Nacional avanzan a Pafos a través de Troodos y Limassol. Al mediodía, el buque Levantis bombardea el obispado y la transmisora de CyBC, desde donde “Pafos Libre” emitía.
El bombardeo del obispado convence a Makarios que debe abandonar la isla. A las 12:30 pide a Naciones Unidas un helicóptero para trasladarse a la SBA Akrotiri y se apersona en el campo St Patrick`s. Se gestiona un helicóptero británico para evitar que UNFICYP dañe las relaciones con la Guardia Nacional. Gran Bretaña autoriza el movimiento con la promesa de continuar su viaje fuera de la base en forma rápida. A las 16:50 aterriza en Akrotiri y a los 15 minutos continúa hacia Londres vía Malta en un transporte de la RAF.
Luego de la huida, Pafos se rinde.
- 17 de julio de 1974: Makarios, en Londres, se entrevistó con el Premier Británico, Harold Wilson, y con su canciller James Callaghan. Reclamó apoyo a Gran Bretaña en su calidad de país garante de la constitución chipriota (junto a Grecia y Turquía). El gobierno británico le dijo que no intervendría en reconstruir el orden constitucional pero que lo consideraba presidente legítimo.

Ese día, 25 grecochipritoas pro-Makarios ingresaron al enclave de Lefka pidiendo refugio a los turcochipriotas. Dado lo delicado de la situación, el jefe del contingente danés negoció su entrega a la Guardia Nacional controlando periódicamente su trato humanitario. Con la invasión turca son liberados e introducidos a esta fuerza.
También, tropas de la Guardia Nacional, apoyadas por un tanque, adoptan posiciones amenazantes en el Aeropuerto frente al campo UNFICYP, donde armas checoslovacas importadas ilegalmente en 1972 se encontraban bajo custodia. Un oficial griego se apersonó en el campo reclamando las armas lo que le fue negado. Ante la protesta ante el comando de la fuerza, las tropas se repliegan.
- 18 de julio de 1974: el aeropuerto de Nicosia es reabierto al tráfico aéreo civil pero bajo control militar. Esto trajo la posibilidad del arribo de numerosos periodistas.

- 19 de julio de 1974: Makarios se traslada a Nueva York, donde dio un discurso en el Consejo de Seguridad de las Naciones Unidas. El arzobispo señaló que el golpe fue perpetrado por un grupo de militares griegos que se encontraban sirviendo en la Guardia Nacional y que era apoyado desde Atenas. Agregó que no era un asunto interno de los grecochipriotas, sino que también afectaba a la comunidad turcochipriota.

Zenon Rossides, representante permanente ante Naciones Unidas y nombrado por Makarios, es reconocido como legítimo representante. El Gobierno de facto declaró haberlo reemplazado por L. Papaphilipou. El día 20, Secretario General declara no reconocer a este último.
El mismo día, Denktash declara a Naciones Unidas que tampoco reconocía al Gobierno de Sampson. Durante los ocho días del gobierno, Sampson no fue reconocido ni por Naciones Unidas, ni por la comunidad internacional ni por las autoridades turcochipriotas. Tampoco tuvo contactos directos con autoridades de UNFICYP.
- 20 de julio de 1974: Turquía invade Chipre. Operación Atila

- 23 de julio de 1974: Es depuesto de gobierno de Nikos Sampson y reemplazado por Glafcos Clerides.

## Consecuencias
El golpe de Estado le dio a Turquía la excusa para invadir la isla el 20 de julio y apoderarse de casi el 37 por ciento de la misma.
El gobierno militar de Grecia cayó el día 24 de julio de 1974, bajo el peso de la invasión de la isla chipriota por parte de Turquía como resultado del golpe que había promovido.
Makarios regresó al poder 7 de noviembre del mismo año.
Sólo Nikos Sampson fue juzgado y condenado a 20 años de prisión en 1977. A los tres años de cumplir su condena se le permitió ir a Francia por razones médicas y permaneció allí  hasta 1990, cuando regresó a prisión en Chipre, pero fue liberado de nuevo unos meses después. Murió enfermo de cáncer en mayo de 2001.

## Bajas
Durante el golpe, varios seguidores de Makarios fueron encarcelados o murieron durante la lucha. 
De acuerdo a datos oficiales reproducidos en la prensa, los muertos fueron 98.

## Material multimedia
Golpe de Estado en Chipre en 1974: imágenes escalofriantes de Chipre en vísperas de la invasión turca (1974). En inglés.

## Lectura complementaria
- Orden de Batalla de las Fuerzas Intervinientes en la Operación Atila.
- Operación Atila.
- Conflicto de Chipre.